# 1682 en arts plastiques
| Années des arts plastiques : 1679 - 1680 - 1681 - 1682 - 1683 - 1684 - 1685    |
| Décennies des arts plastiques : 1650 - 1660 - 1670 - 1680 - 1690 - 1700 - 1710 |

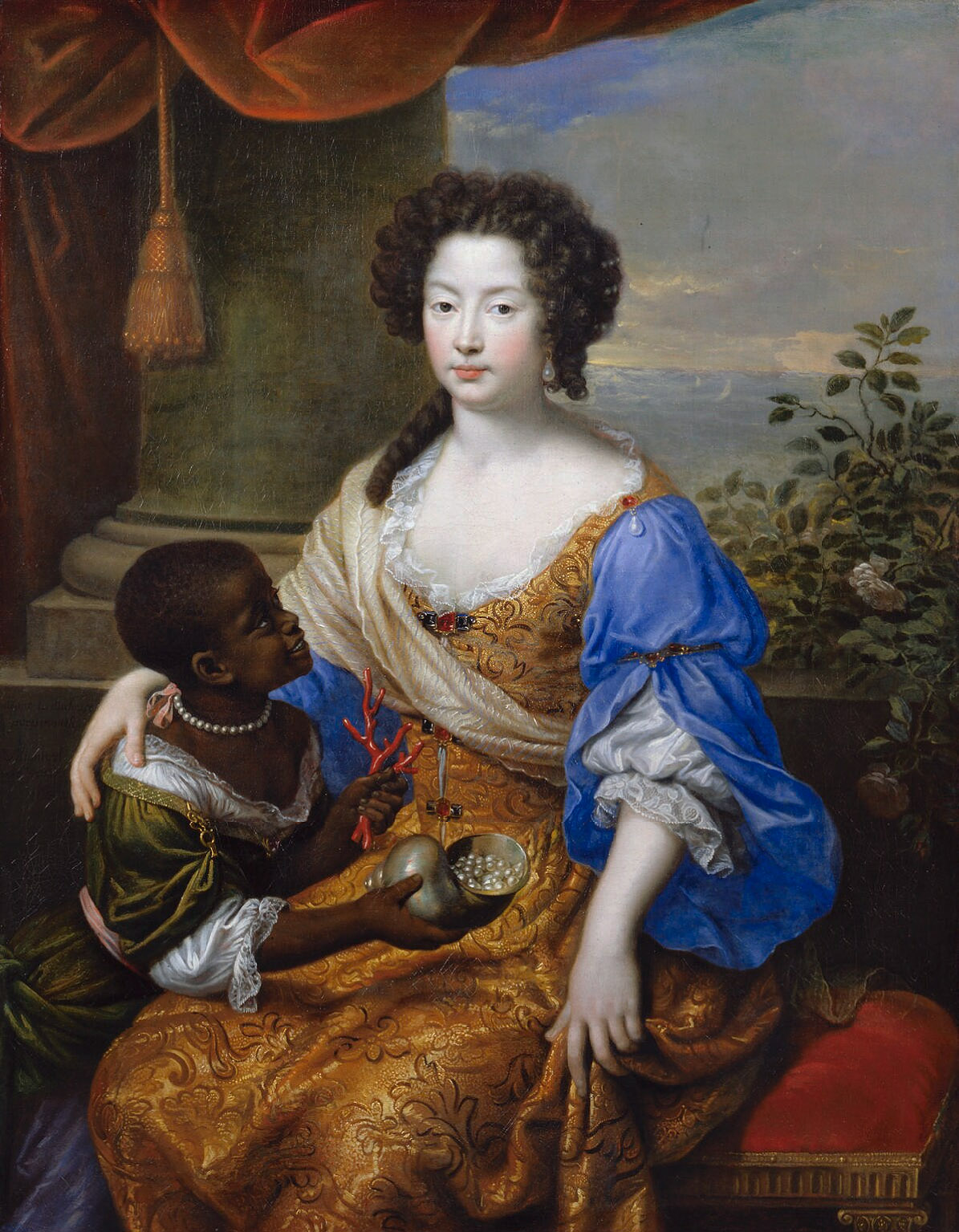
La duchesse de Portsmouth, de Pierre Mignard.

Cette page concerne l'année 1682 en arts plastiques.

## Œuvres
- Achèvement par Pierre Puget de sa statue du Milon de Crotone (musée du Louvre)

## Naissances
- 29 mars : Matteo Ripa, missionnaire, peintre, graveur et cartographe italien († 29 mars 1746),
- 5 avril : Jan van Huysum, peintre néerlandais († 8 février 1749),
- 7 avril : Nicola Grassi, peintre italien († 6 octobre 1748),
- ? :
  - Giacomo Adolfi, peintre baroque italien († 1741),
  - Jacopo Amigoni, peintre italien († 1752),
  - Gustavus Hesselius, peintre né en Suède qui émigra en Amérique († 25 mai 1755),
  - Giovanni Domenico Lombardi, peintre baroque italien († 1751).

## Décès
- 6 janvier : Jusepe Martínez, peintre  et portraitiste espagnol (° 1600),
- 18 février :
  - Pierre Dupuis, peintre français (° 3 mars 1610),
  - Baldassare Longhena, architecte et sculpteur vénitien (° 1598),
- 14 mars : Jacob van Ruisdael, peintre et graveur hollandais (° v. 1628),
- 3 avril : Bartolomé Esteban Murillo, peintre espagnol (° décembre 1617 ou janvier 1618),
- 9 mai : Philips Wouwerman, peintre paysagiste et graveur néerlandais (° 13 septembre 1623),
- 23 novembre : Claude Lorrain (Claude Gellée), peintre français (° 1600),

- ? :
  - Niccolò Berrettoni, peintre baroque italien (° 1637),
  - Jacob Ochtervelt, peintre néerlandais (° février 1634),

- Vers 1682 :
- Jacopo Baccarini, peintre baroque italien (° 1600).